# Nadir El Fassi
Nadir El Fassi (ur. 23 września 1983 w Perpignan) – francuski lekkoatleta specjalizujący się w wielobojach.
Pierwszy sukces na arenie międzynarodowej osiągnął w 2002 – był wówczas ósmy na halowym czempionacie Starego Kontynentu oraz został wicemistrzem świata juniorów. Dwa lata później był siódmy podczas mistrzostw Europy dla zawodników do lat 23 i zdobył brązowy medal rozegranej w Izmirze uniwersjady. Bez większych sukcesów startował w mistrzostwach Europy w 2006, mistrzostwach globu w 2009 oraz kolejnej edycji czempionatu Starego Kontynentu. Halowy wicemistrz Europy z 2011 w siedmioboju. Medalista mistrzostw Francji oraz reprezentant kraju w meczach międzypaństwowych i pucharze Europy w wielobojach lekkoatletycznych.
Rekordy życiowe: siedmiobój (hala) – 6237 pkt. (5/6 marca 2011, Paryż); dziesięciobój (stadion) – 8123 pkt. (7/8 czerwca 2006, Arles). 

## Osiągnięcia
| Rok  | Impreza                                | Miejsce   | Konkurencja   | Pozycja     | Wynik     |
| ---- | -------------------------------------- | --------- | ------------- | ----------- | --------- |
| 2002 | Halowe mistrzostwa Europy              | Wiedeń    | siedmiobój    | 8. miejsce  | 5844 pkt. |
| 2002 | Mistrzostwa świata juniorów            | Kingston  | dziesięciobój | 2. miejsce  | 7562 pkt. |
| 2005 | Halowe mistrzostwa Europy              | Madryt    | siedmiobój    | 9. miejsce  | 5746 pkt. |
| 2005 | Uniwersjada                            | Izmir     | dziesięciobój | 3. miejsce  | 7724 pkt. |
| 2006 | Superliga pucharu Europy w wielobojach | Arles     | dziesięciobój | 6. miejsce  | 7955 pkt. |
| 2006 | Mistrzostwa Europy                     | Göteborg  | dziesięciobój | 16. miejsce | 7604 pkt. |
| 2009 | Mistrzostwa świata                     | Berlin    | dziesięciobój | 22. miejsce | 7922 pkt. |
| 2010 | Mistrzostwa Europy                     | Barcelona | dziesięciobój | 12. miejsce | 7906 pkt. |
| 2011 | Halowe mistrzostwa Europy              | Paryż     | siedmiobój    | 2. miejsce  | 6237 pkt. |